# Anochetus
Anochetus ist eine Ameisengattung aus der Unterfamilie der Urameisen (Ponerinae).

## Merkmale
Diese Ameisen verfügen wie alle Urameisen über einen Giftstachel, den sie auch aktiv nutzen. Die stark modifizierten Mandibeln stellen bei Anochetus allerdings eine mindestens genauso mächtige Waffe dar. Ähnlich wie bei den Schnappkieferameisen (Odontomachus) sind die Mandibel mit einem kräftigen Schnappmechanismus ausgestattet. Sie sind stark verlängert, kaum gekrümmt und mit nur zwei oder drei nach innen gerichteten Zähnen an der Spitze ausgestattet. Manchmal sind auch noch mehrere, weitaus kleinere Zähnchen am Kaurand vorhanden. Das Petiolarstigma ist oben abgerundet und kann zwei Dornen tragen, ist aber nicht zu einer einzelnen Spitze ausgebildet. Die Stirn ist glatt und einfarbig ohne auffällige Zeichnung. Einige Arten haben eine vage erkennbare Stirnrinne.

### Ähnliche Gattungen

Schnappkieferameisen: Strumigenys, Daceton, Odontomachus, Anochetus, Myrmoteras

Anochetus weisen eine große morphologische Ähnlichkeit mit den nahe verwandten Odontomachus auf. Diese sind allerdings etwas größer und die für Urameisen typische Gastereinschnürung fehlt ihnen. Das Petiolarstigma ist bei Odontomachus außerdem zu einer einzelnen Spitze ausgebildet. Bei den Schnappkiefermechanismen der Gattungen Anochetus, Odontomachus (beide Unterfamilie Ponerinae), Myrmoteras (Unterfamilie Formicinae), Strumigenys und Daceton (beide Unterfamilie Myrmicinae) handelt es sich um das Ergebnis konvergenter Evolution.

## Verbreitung
Weltweit sind 115 Arten bekannt (plus neun nur fossil bekannte). Diese Ameisen sind weltweit in tropischen und subtropischen Gebieten verbreitet. Dabei meiden sie aride Gebiete und siedeln je nach Art in Savannenwäldern oder Regenwäldern. In Europa gibt es nur eine einzige Art, Anochetus ghilianii. Diese lebt nur im äußersten Süden der iberischen Halbinsel an der Straße von Gibraltar und noch südlicher gelegenen Inseln.

## Lebensweise
Die Kolonien sind recht individuenarm und bestehen aus nicht mehr als 100 Arbeiterinnen. Meist werden unterirdische Erdnester angelegt, aber auch im Schutz von liegendem Holz oder in Termitennestern sind Ansiedelungen zu finden. Anochetus ernähren sich zoophag. Bei der Jagd bewegen sich die Tiere überwiegend in der Streuschicht und erbeuten mit Hilfe ihrer Mandibel und des Stachels verschiedene Gliederfüßer.

## Systematik

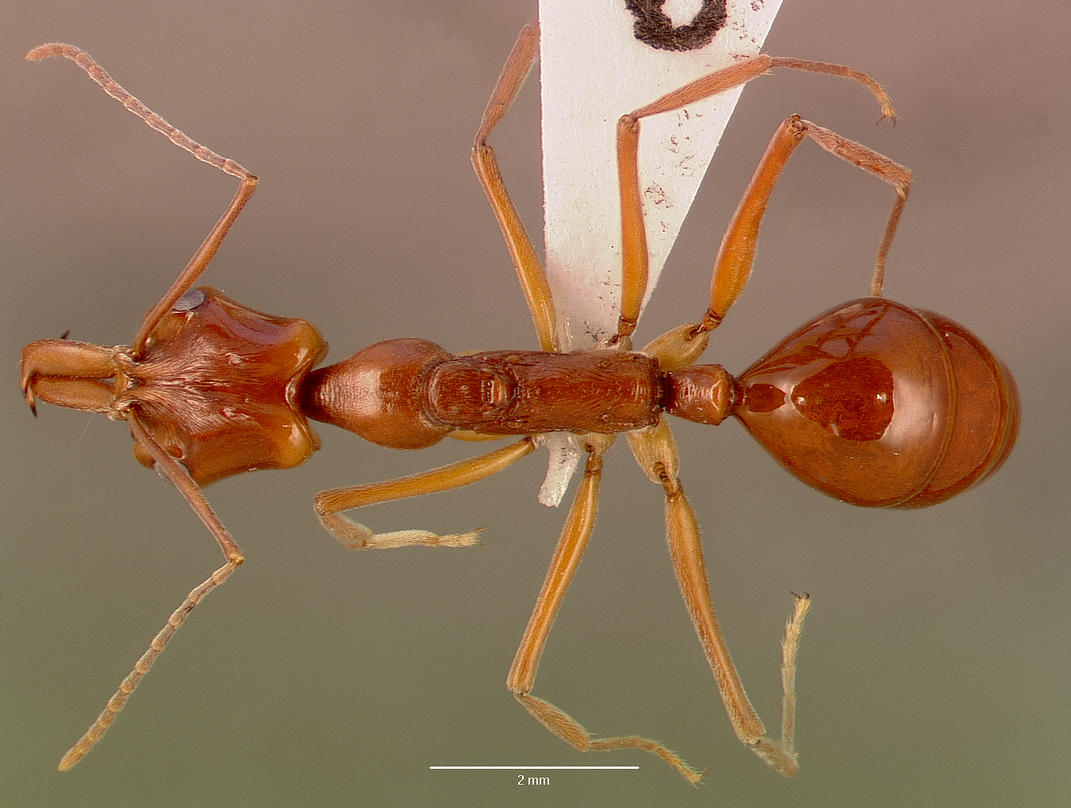
Anochetus faurei, Arbeiterin

Unter anderen gehören folgende Arten zur Gattung Anochetus:
- Anochetus armstrongi McAreavey, 1949
- Anochetus bequaerti Forel, 1913
- Anochetus emarginatus Fabricius, 1804
- Anochetus faurei Arnold, 1948
- Anochetus ghilianii Spinola, 1851
- Anochetus graeffei Mayr, 1870
- Anochetus madagascarensis Forel, 1887
- Anochetus mayri Emery, 1884
- Anochetus neglectus Emery, 1894
- Anochetus paripungens Brown, 1978
- Anochetus rectangularis Mayr, 1876
- Anochetus turneri Forel, 1900

### Synonyme
Folgende Namen sind Synonyme für die Gattung Anochetus:
- Myrmapatetes Wheeler, 1929
- Sternomyrmex Mayr, 1862